# Black Foxxes
Black Foxxes is een Engelse indie rockband afkomstig uit Exeter. De band werd opgericht door zanger en gitarist Mark Holley en bestaat verder uit basgitarist Tristan Jane en drummer Anthony (Ant) Thornton. In 2014 werd de ep Pines uitgegeven. In 2016 verscheen het debuutalbum I'm not well, in 2018 gevolgd door Reiði.
De band heeft optredens verzorgd op verschillende festivals waaronder Download Festival, Eurosonic Noorderslag, Leeds Festival, Riot Fest en Lowlands.

## Biografie

### Oprichting enPines(2013-2015)
Black Foxxes werd opgericht in 2013. Holley, Jane en Thornton kenden elkaar van eerdere bands. De ep Pines werd op 24 november 2014 in eigen beheer uitgebracht. Pines deed het goed bij critici, wat de band op de radar bracht van verschillende platenlabels. De leden kozen er echter bewust voor om niet op de aanbiedingen in te gaan.
Muzikant en dj Daniel P. Carter (A, Bloodhound Gang) was hoofd van de afdeling A&R van Search and Destroy, een imprint van PIAS, toen hij Black Foxxes via Twitter benaderde nadat hij een lied van de band in zijn programma Rock Show op BBC Radio 1 draaide. De band was op dat moment op zoek naar een platencontract. Niet veel later tekenden ze bij de joint-venture Search and Destroy/Spinefarm Records.
In 2015 opende Black Foxxes de tweede dag van het Leeds Festival.

### I'm not well(2016-2017)
Op 19 augustus 2016 verscheen het debuutalbum I'm not well. Holley lijdt aan angststoornis en de ziekte van Crohn. Deze onderwerpen vormen een rode draad door de liedteksten. Het hoesontwerp is van de hand van Carter.
In Nederland verzorgde Black Foxxes optredens op Eurosonic Noorderslag, Lowlands en Paaspop.

### Reiði(2018-2019)
Op 16 maart 2018 werd het album Reiði uitgebracht. Holley schreef het merendeel van de muziek en tekst van het album tijdens verschillende reizen naar IJsland. De titel van het album is IJslands. Zo ook de titel van de op 6 december 2017 op YouTube gepubliceerde single Sæla. Ze betekenen respectievelijk "woede" en "geluk".

### Black Foxxes(2020-heden)
Thornton en Jane verlieten de band in 2020. Op 17 juli dat jaar verscheen de single Badlands. Ook werden op die datum de nieuwe bandleden Fin Mclean en Jack Henley voorgesteld. Op 14 augustus werd het derde album Black Foxxes aangekondigd en werd de tweede single Swim uitgebracht. Het album kwam uit op 30 oktober.

## Discografie

### Albums
- I'm not well, 2016
- Reiði, 2018
- Black Foxxes, 2020

### Ep's
- Pines, 2014
- Headsick sessions (live), 2016